# Eulàlia Hortal i Brugués
Eulàlia Hortal i Brugués (Anglès, 28 de juliol de 1941) és una folklorista catalana, que ha treballat en la recerca i recuperació de diverses danses empordaneses.
Va començar a ballar el 1947 a l'esbart d'Anglès sota la direcció del mestre folklorista Josep Maria Figueres Anadón. La temporada 1955-1956 va ser seleccionada per anar a Amèrica amb els Coros y Danzas de Girona.
L'any 1965, a partir del seu casament, es trasllada a viure a Palafrugell. Impulsora i fundadora de la Coral Mestre Sirés l'any 1978 i un any més tard de l'Esbart Mestre Sirés. Professora de danses tradicionals i sardanes a partir de 1981. Impulsa i coreografia el ball del Bim Bam dels nans de Palafrugell l'any 1985. Participa conjuntament amb el mestre Josep Bargalló i Badia en la recerca i recuperació del Ball de la Morratxa de la Jonquera el 1995, de la Moixiganga a l'interior de l'església de Sant Martí de Palafrugell el 1997, del contrapàs llarg de l'Empordà "El Divino" el 1998, i del ball del ram i del ciri d'Anglès el 2000. També conjuntament amb Josep Bargalló publica el llibre Danses i costums del Baix Empòrda el 2005.
El 2011 rep la Medalla del Mèrit de l'Obra del Ballet Popular en el lliurament dels Premis Sardana, per haver ensenyat les nostres danses arreu de Girona i diversos indrets d'Europa. I l'any 2013 rep el Premi Peix Fregit a Palafrugell.
El 2015 va ingressar a l'Arxiu Municipal de Palafrugell un fons que fins llavors conservava la mateixa Eulàlia Hortal a partir de la recerca i difusió de les danses tradicionals, on destaquen les explicacions de balls i danses, les partitures i els enregistraments de so.